# Бююк-Хан
35°10′35″ пн. ш. 33°21′45″ сх. д. / 35.1763° пн. ш. 33.3625° сх. д.
Бююк-Хан — найбільший караван-сарай Кіпру та одна з найвідоміших будівель на острові. Побудований османами в Нікосії в 1572 році після захоплення ними Кіпру. У центрі відкритого двору мечеті з фонтаном для попередньої молитви. Буюк Хан був міською в'язницею за часів британського панування, та в 1893 році був відданий під гуртожиток для бідних сімей. Переважну частину 1990-х Бююк-Хан провів в реставраційних роботах, він був відроджений як процвітаючий центр мистецтв, що складається з декількох галерей і майстерень. До того ж, на його території розташовані декілька кафе і сувенірних крамниць.